# Hazel Stiebeling
Hazel Katherine Stiebeling (1896–1989) fou una nutricionista americana pionera en el desenvolupament dels programes del USDA per a la nutrició i en la investigació sobre les quantitats adequades de nutrients essencials que calia incloure en les dietes diàries. Stiebling va néixer a Haskins, Ohio, en una granja, on es creu que es va desenvolupar el seu interès per l'alimentació i la nutrició.

## Estudis
Després de l'educació secundària, Stiebeling es va inscriure en un programa de dos anys en la ciència domèstica al Skidmore College (Saratoga Springs, Nova York). Es diu que va trobar el llibre del Dr. Henry Sherman, The Chemistry of Food and Nutrition, a la biblioteca i que fou la seva inspiració.
Després de graduar-se en Skidmore, Stiebeling va fer durant tres anys de mestra d'escola i després va entrar al Col·legi de Professors de la Universitat de Colúmbia, on va ser assistent de la professora Mary Swartz Rose. Es va graduar amb una llicenciatura el 1919, i després va completar un mestratge en nutrició el 1924.
En obtenir el mestratge, Stiebeling va entrar com a investigadora amb el Dr. Henry Sherman a l'Escola de Graduats de la Universitat de Colúmbia. Hi va fer recerca sobre el metabolisme basal de les dones, la influència de la vitamina D en la fixació del calci en els ossos, el valor nutritiu de les proteïnes en humans, etc. Se li va concedir el doctorat en química el 1928 amb una tesi sobre la metodologia per determinar el contingut de les vitamines A i D en els teixits.
El 1930, després de l'obtenció del grau de doctora, va ser contractada com a cap de la nova Secció d'Economia d'Aliments de l'Oficina de l'USDA d'economia domèstica. Allà, va iniciar una extensa investigació sobre el valor nutricional de les dietes dels Estats Units que ha continuat fins a l'actualitat (2005).

## Resultats de la seva recerca
En una publicació de Stiebeling per a l'USDA de 1933 apareix per primer cop el terme dietary allowances ('ingesta recomanada'). Va ser el primer estàndard de la dieta nacional per a les quantitats de calci, fòsfor, ferro i vitamines A i C. Els valors per cada nutrient, els va basar en la seva recerca al laboratori de Sherman.
El 1939 Stiebeling va treballar amb Esther Phipard per incloure les ingestes recomanades de tiamina i riboflavina. També va fer una proposta per al reconeixement d'una certa variació entre els individus que estan dins de la normalitat. Aquesta tècnica ha estat l'estàndard per al desenvolupament de planificacions dietètiques per part d'organitzacions internacionals com la FAO i l'OMS.